# Autochtones d'Amérique
Pour un article plus général, voir Peuple autochtone.
Amérindiens
Les autochtones d'Amérique constituent les peuples qui habitent originairement les Amériques, avant la colonisation européenne, ainsi que leur descendance. Amérindiens, Indiens d'Amérique et Indiens sont toujours les termes utilisés pour nommer ces peuples dans toute la francophonie, cependant, ces appellations sont aujourd’hui considérées comme désuètes et offensantes au Canada, où l’on privilégie plutôt Premières Nations.
La présence humaine dans cette partie du monde remonte au Paléolithique. En 1492, ces peuples occupent la totalité des Amériques : Amérique du Nord, Amérique centrale, Amérique du Sud, ainsi que les Caraïbes.
La colonisation européenne a été un événement central et dramatique pour tous les peuples autochtones. Souvent réduits au rang d'inférieurs par les classifications et appellations racistes, réduits en servitude ou en esclavage, chassés de leurs territoires, victimes d'épidémies apportées par les colons, ces peuples furent aussi confrontés à la disparition de leur organisation sociale et de leur mode de vie propre et à la transformation par les colons des paysages, de l'occupation des sols, de l'architecture urbaine ou rurale autochtone. Leurs effectifs diminuèrent à partir du XVe siècle, et de nombreux peuples disparurent avec leurs langues et leurs cultures.
Depuis les années 1960, ces peuples revendiquent leur identité (politique, culturelle, linguistique…) et interviennent de plus en plus souvent pour défendre l'environnement des petits territoires qui leur ont été laissés au terme de la conquête. Ils deviennent même peu à peu le symbole privilégié de regroupements écologiques.

## Terminologie
Du grec ancien αὐτόχθων / autókhthōn, composé de αὐτός / autós, « soi-même » et de χθών / khthṓn, « terre », un autochtone est une personne née dans le lieu où elle vit, dont les ancêtres ont vécu dans le pays.
L'expression « peuples précolombiens » est employée pour les peuples occupant les territoires américains de l'Empire colonial espagnol, qui incluent la Mésoamérique et la cordillère des Andes. En anglais, au Canada comme aux États-Unis, on utilise les expressions « Native Americans » (« Natifs américains »), « American Indians », « Native peoples » (« peuples natifs »), « First Nations », « First Peoples », « Aboriginal Peoples ». Toutefois, les intéressés préfèrent être appelés en fonction des noms originels de leurs peuples.
Au Québec, le terme « autochtone » est de loin le plus courant, à côté de « Premiers peuples » et « Premières Nations » quand cela concerne des revendications territoriales ou spécifiques à la loi sur les indiens.
En Guyane, « l'absence de définition des autochtones dans les instruments internationaux a pu susciter des incertitudes sur les entités susceptibles de relever de cette catégorie, mais les droits internes et la jurisprudence de la Cour interaméricaine des droits de l'homme permettent d'y inclure non seulement les amérindiens mais aussi les communautés noires traditionnelles, descendants d'esclaves rebelles au système des plantations aux XVIIe et XVIIIe siècles » qui regroupent 20 000 personnes en Guyane.
En Amérique ibérique, tant hispanophone que lusophone, on utilise le terme d’indígena (« indigène ») et non celui d'indio/índio (« indien »), prêtant à confusion avec les citoyens de l'Inde et parfois ressenti comme insultant.

### Au Canada
Le terme « amérindien » est une contraction de American Indian, créé en 1899 par le géographe américain John Wesley Powell. Amérindien est donc un emprunt de l’anglais Amerindian. Au sens large, il désigne les autochtones de toute l'Amérique, y compris les Inuits — cependant la Base de données lexicographiques panfrancophone présente ce sens comme « vieilli ».
Au sens étroit, qui exclut les Inuits et les Métis, l'expression Amérindiens du Canada fait référence aux peuples autochtones du Canada qui selon les lois canadiennes ont des réserves indiennes et qui sont inscrit au Registre des Indiens, c'est-à-dire aux Premières Nations, l’un des trois groupes de peuples autochtones au Canada, les deux autres étant les Métis et les Inuits.
La Banque de données terminologiques précise qu'au Canada le terme « amérindien » fait référence à une « personne autochtone qui fait partie d'une Première Nation, ou dont les ancêtres faisaient partie d'une Première Nation. », et au Québec, le « nom amérindien a été retiré de manuels d’histoire du secondaire et remplacé par autochtone » — un terme générique qui englobe les Inuits et les Métis.

### Terme obsolète
Au Canada, le terme « peaux-rouges » est considéré comme péjoratif voire comme une insulte raciale. L'évolution du terme anglais équivalent (redskin) conduit notamment l'équipe des Redskins de Washington, à abandonner ce nom en 2020 pour les Commanders de Washington.

### Abya Yala
Déjà utilisé antérieurement par des personnalités tel le sociologue Xavier Albó, le terme est adopté lors du IIe Sommet continental des peuples et nations indigènes d'Abya Yala, tenu à Quito en 2004, pour désigner le continent américain, au lieu de le nommer ainsi d'après Amerigo Vespucci comme on le fait depuis 1507 en suivant le cosmologiste Martin Waldseemüller. L'expression Abya Yala vient de la langue des Kunas, qui utilisent cette expression pour nommer les territoires qu'ils occupent et leurs alentours : originaires du bassin du rio Atrato en Colombie, les Kunas se sont déplacés entre le XVe et le XVIIIe siècle autour du golfe d'Urabá puis dans la région du Darién, sous l'effet de la colonisation espagnole. Les mots Abya Yala signifient « terre dans sa pleine maturité », ou « terre généreuse ». Le leader indigène aymara Takir Mamani, aussi connu sous le nom de Constantino Lima Chavez, a proposé que tous les peuples indigènes des Amériques nomment ainsi leurs terres d'origine, et utilisent cette dénomination dans leurs documents et leurs déclarations orales.

## Répartition géographique des groupes ethniques

### Amérique du Nord

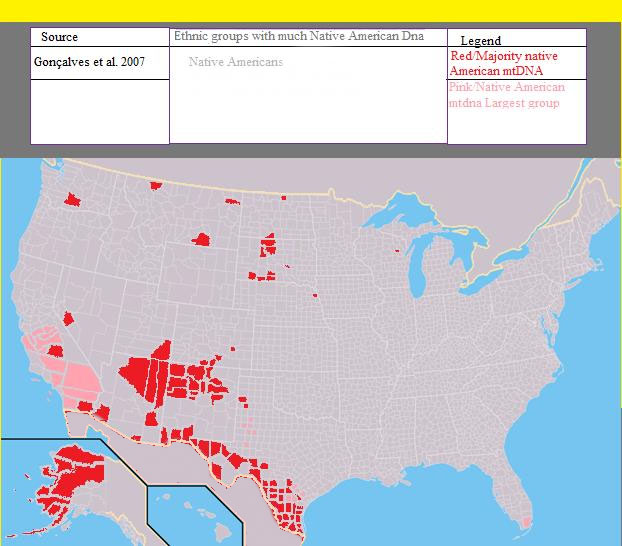
Carte des comtés des États-Unis où l'ascendance maternelle (mesurée par l'ADN mitochondrial) est majoritairement amérindienne.

La concurrence nationaliste entre les pays d'Amérique du Nord, et plus particulièrement entre le Mexique et les États-Unis, qui se sont disputé la suprématie sur le continent américain jusqu'à la guerre américano-mexicaine, a suscité des traditions historiques différentes et une distinction devenue commune entre les groupes amérindiens établis en Mésoamérique (y compris parfois certains d'Oasisamérique et d'Aridamérique) avec les groupes établis plus au nord. Les recherches archéologiques, historiques et anthropologiques ont pourtant établi qu'il existait des échanges culturels entre ces différentes aires culturelles qui, de ce fait, s'influençaient mutuellement et partageaient certains traits culturels.

### Mésoamérique
Au sud du Mexique (géopolitiquement parlant en Amérique du Nord) et en Amérique centrale, les Mésoaméricains ont développé de grandes civilisations, tant dans la construction des villes que par l'écriture ou la connaissance astronomique. Parmi les principales ethnies, on peut citer en particulier les Olmèques, les Mayas, les Purépechas, les Mixtèques, les Zapotèques, les Huaxtèques, les Totonaques et les Nahuas (dont les Aztèques).

### Amérique du Sud

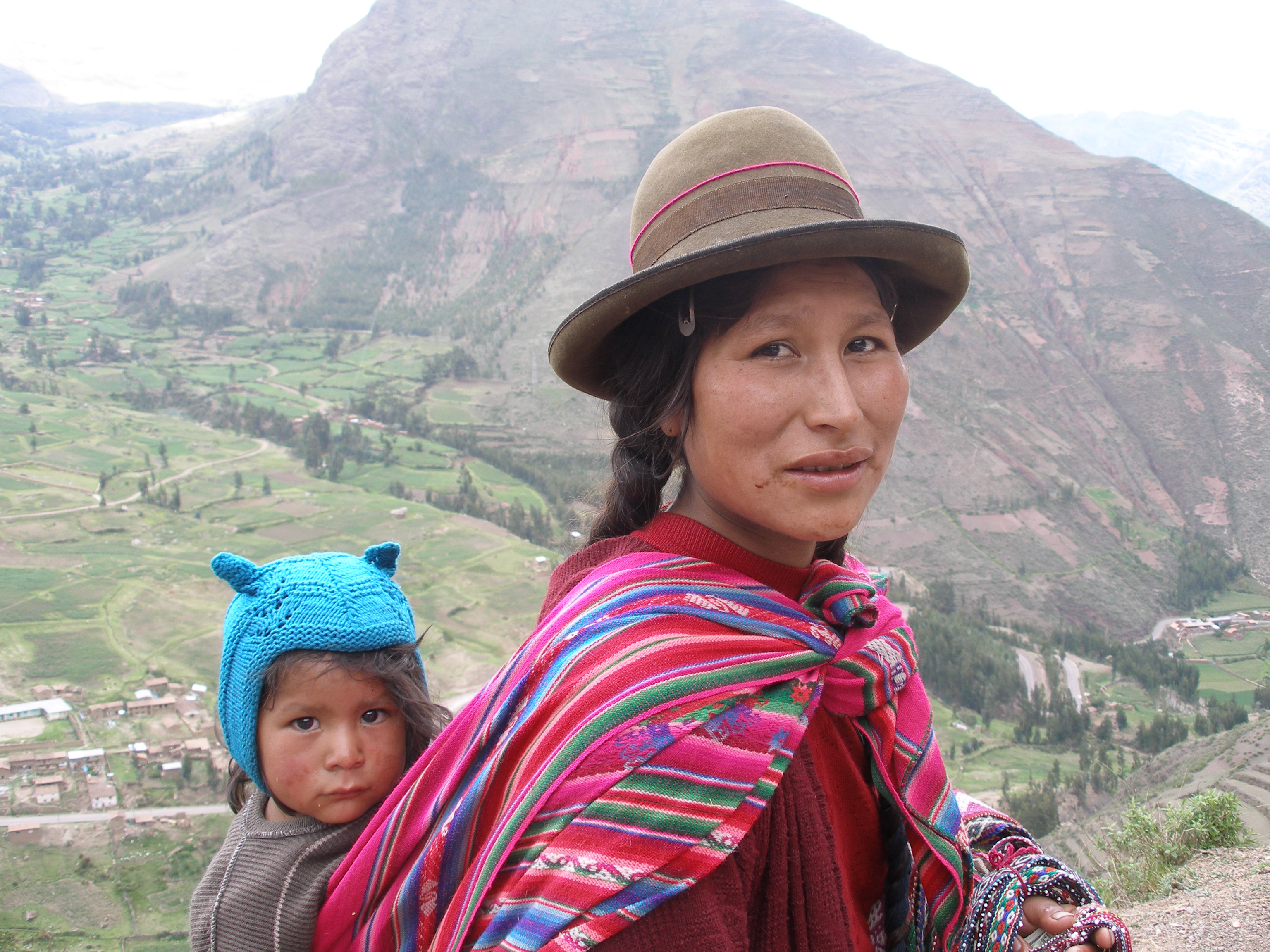
Une femme quechua et son enfant au Pérou.

Les Chibchas (aux confins de l'Amérique centrale et du Sud), les nations quechuas, la nation aymara, les Mapuches, peuples d'Amazonie, peuples patagons. Les derniers Amérindiens contactés hors du bassin amazonien (en 2004 dans le Paraguay occidental) sont les Totobiegosodes (ou Ayoreo-Totobiegosode) dont le territoire forestier est illégalement et rapidement détruit par deux compagnies forestières brésiliennes (Yaguarete Porá SA et River Plate SA) au moins depuis mai 2008 selon Survival International qui a alerté l'opinion internationale sur ce fait en novembre 2008. Les Totobiegosodes avaient déjà perdu 6 000 hectares de leur forêt au profit des éleveurs de bétail en 2007.

## Histoire

### Peuplement originel

#### Théories anciennes

Carte des premières migrations humaines.

Les spécialistes ont dans un premier temps pensé que l’arrivée des premiers humains en Amérique remontait à 12 000 ans environ. Mais certaines données archéologiques indiquent que le premier peuplement de l'Amérique aurait pu avoir lieu pendant le dernier maximum glaciaire (autour de 21 000 ans avant le présent), à l'occasion de l'abaissement des niveaux marins. Venant de Sibérie, ils auraient traversé le détroit de Béring, alors au-dessus de la ligne de rivage maritime en période glaciaire (voir Béringie). Après une période d'habitation en Béringie, et après la disparition des masses glaciaires d’Amérique du Nord, ils auraient pu continuer le peuplement du nouveau continent.
D’autres théories parlent de peuples océaniens qui auraient traversé l'océan Pacifique (théorie avancée par Paul Rivet), ou encore de peuples européens (hypothèse de l'archéologue Dennis Stanford). Une analyse ADN pourrait confirmer cette dernière hypothèse. On[Qui ?] estime en effet qu'une peuplade pourrait être venue d'Europe il y a 12 000 à 36 000 ans ; elle correspondrait aujourd'hui à un groupe très restreint d'autochtones : les Ojibwés, les Nuu-Chah-Nulth, les Sioux et les Yakamas. Des études génétiques plus récentes contredisent cependant cette thèse,.
Les Amérindiens, s'appuyant sur leur tradition orale, soutiennent que leurs ancêtres ont toujours habité là. Quoi qu'il en soit, la diversité des milieux naturels du continent a engendré des cultures très différentes.

#### Découvertes et hypothèses plus récentes

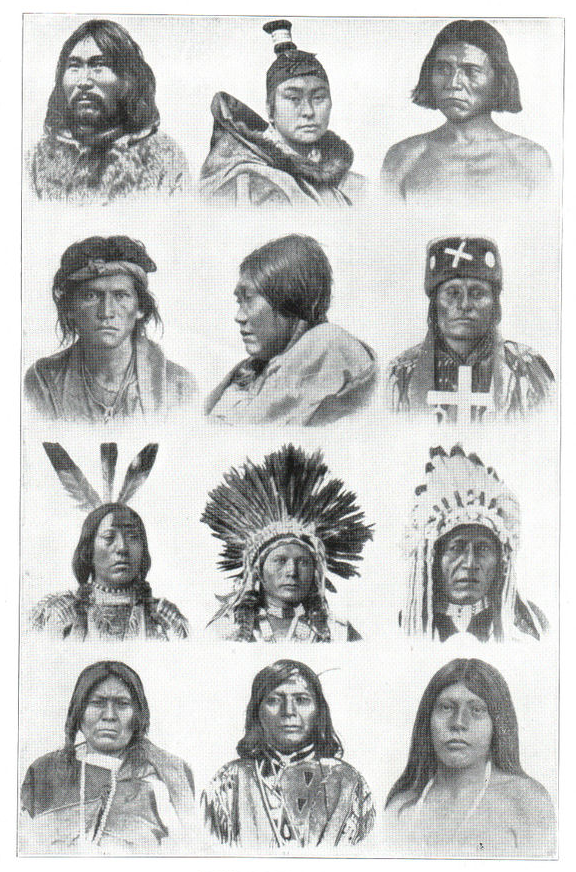
Diversité des peuples d'Amérique du Nord (illustration publiée en 1914).

On notera cependant des découvertes qui remettent en cause le schéma général de la colonisation de l'Amérique par les Amérindiens. Certains spécialistes pensent que le peuplement du continent américain n'a pas une seule origine :
- les ossements de la femme de Peñón (environ 13 000 ans), découverts près de Mexico présentent aussi des caractéristiques europoïdes ;
- des momies furent exhumées sous plusieurs mètres de dépôts de guano dans la caverne de Lovelock en 1911 par des exploitants-récolteurs. Elles étaient du type europoïde. Elles furent datées d'environ 5 000 ans par l'analyse au radiocarbone 14. D'autres furent découvertes en 1931 de même type non loin de la caverne de Lovelock ;
- 250 crânes et squelettes du site de Cerca grande, sont âgés de 9 000  à   1 000 ans.

L'autre question problématique est celle de la date du peuplement. Là encore, le travail des archéologues semble repousser l'origine du peuplement à des époques plus anciennes qu'on ne l'a longtemps cru :
- en 2005, dans une ancienne carrière située près du volcan Cerro Toluquilla (Puebla au Mexique), des traces humaines vieilles de 38 000 ans ont été découvertes par une équipe britannique sur une couche de cendres fossilisées ;
- en 2020, des chercheurs français et sud-américains datent de 31 000 ans certains artefacts de la grotte de Chiquihuite[33],[34] ;
- sur le territoire des États-Unis, l'homme de Folsom trouvé au Nouveau-Mexique aurait 20 000 ans. En 1997, l'analyse au carbone 14 de fossiles amérindiens trouvés en Virginie les fait remonter à 17 000 ans av. J.-C.[réf. nécessaire]

Les Algonquins seraient apparus il y a 4 500 ans. Des traces de maisons en rondins iroquoises sont attestées pour le Xe siècle av. J.-C. En 2019, des charbons de bois et des ossements de grands mammifères accompagnés de lames de pierre et de pointes de lance, provenant du site de Cooper's Ferry (sur les rives d'une rivière de l'ouest de l'Idaho), sont datés à environ 16 000 ans, plus d'un millénaire avant que la fonte des glaciers n'ait ouvert un corridor sans glace à travers le Canada il y a environ 14 800 ans. Les premiers Paléoaméricains ont donc dû venir par voie maritime, en parcourant rapidement la côte du Pacifique et en remontant les rivières,.

#### Génétique
Les peuples autochtones d'Amérique d'aujourd'hui sont étroitement liés aux Asiatiques de l'Est. Néanmoins, les chercheurs estiment que 14 à 38 % de l'ascendance amérindienne provient d'une population semblable à celle qui vivait en Sibérie il y a 24 000 ans. L'étude de l'ADN d'un garçon sibérien du Paléolithique supérieur découvert près du village de Mal'ta, le long de la rivière Belaya en Sibérie a montré que certaines parties de son génome se retrouvent aujourd'hui chez les Eurasiens occidentaux, d'autres se retrouvent chez les Amérindiens et sont uniques aux Amérindiens aujourd'hui. L'ADN du garçon est rare ou absent en Asie centrale et en Asie de l'Est. Le scénario le plus probable est celui d'une population telle que celle qui vivait en Sibérie il y a 24 000 ans qui s'est mélangée aux ancêtres des Asiatiques de l'Est. Ainsi, les Amérindiens sont formés par la réunion de deux populations — un groupe est-asiatique et des populations ouest-eurasiennes — sans que l'on sache où ce mélange a eu lieu. Le 9 mai 2023, une nouvelle étude génétique est publiée dans la revue Cell Reports met en lumière que les premiers arrivants étaient partis de Chine lors de deux vagues distinctes, durant la période glaciaire et juste après, selon ses auteurs. La première a débuté il y a 26 000 ans et s'est achevée il y a 19 500 ans, durant la dernière période glaciaire. La couverture de glace était alors à son pic, rendant probablement le climat du nord de la Chine inhospitalier. La deuxième a commencé durant la période de fonte des glaces, il y a 19 000 ans, et a duré jusqu'il y a 11 500 ans.

### Préhistoire et histoire

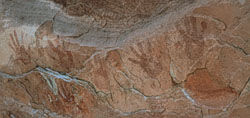
Pétroglyphes amérindiens, Nevada.

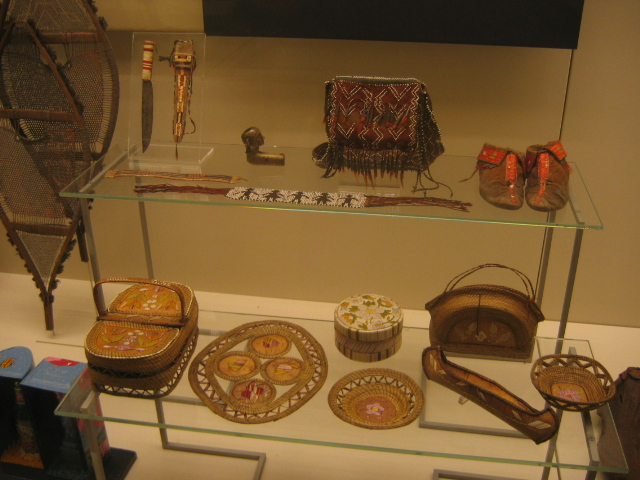
Objets de la vie quotidienne des Indiens du Sud-Est des États-Unis.

L'utilisation de l'écriture, par opposition à la tradition orale, est habituellement la ligne de démarcation entre l'histoire et la préhistoire et les années 1500, époque des premiers contacts, représentent plutôt cette ligne séparatrice. Il faut donc adapter constamment le concept de « vérité historique », car les autochtones contemporains fondent une bonne partie de leurs revendications sur cette antériorité historique, sur la période que l'on qualifie habituellement de préhistorique[Quoi ?].
L'histoire, chez les peuples indigènes des Amériques, se transmettait le plus souvent oralement, même si l'usage de supports mnémotechniques plus ou moins semblables à des systèmes d'écriture furent développés en Mésoamérique (codex) et dans les Andes (quipu). Légendes, contes, aventures de chasse et faits historiques ont voyagé à travers le temps et se sont transformés dans la bouche des conteurs. Contrairement aux historiens contemporains, les Inuits et les Amérindiens accordent à la valeur mythique et symbolique des événements, dans le cadre de leur conception cyclique du temps, une place plus importante que l'exactitude des lieux, des dates et des acteurs. Ces différences perceptuelles de l'histoire n'ont pas toujours facilité les relations passées et présentes entre les Amérindiens et les allochtones.

### Époque moderne: la colonisation européenne
L'arrivée des Européens au XVe siècle a bouleversé la vie des peuples d'Amérique. Parmi les centaines de nations qui peuplaient le continent, beaucoup ont disparu, déculturées ou exterminées. Le désastre démographique est dû aux épidémies principalement, mais aussi aux guerres, au travail forcé, aux déplacements de tribus entières. Ces actes sont parfois considérés comme des génocides, voire, pour l'historien américain David Stannard (en), comme le plus grand génocide de l'histoire.

#### La conquête espagnole

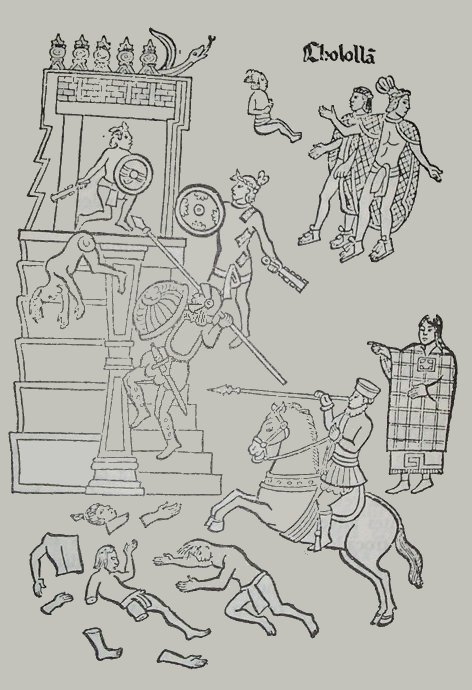
Massacre de Cholula, selon le Lienzo de Tlaxcala.

Au Mexique, Hernán Cortés débarque à proximité de Veracruz en 1519 ; il est tout d'abord bien accueilli par Moctezuma, empereur aztèque. Les Espagnols entrent dans Tenochtitlan le 8 novembre 1519. Mais le 30 juin 1520, ils sont chassés par une révolte de la population. Cortez, soutenu par les autres peuples amérindiens, remporte la bataille d'Otumba le 7 juillet 1520 et vient assiéger la capitale qui finit par tomber le 13 août 1521. Le dernier empereur, Cuauhtémoc, fait prisonnier pour éviter une nouvelle révolte, est exécuté vers 1524-1526, tandis que Tenochtitlan est rasée pour laisser la place à Mexico.
Lorsque Pizarro arrive au Pérou en 1532, il est perçu comme un dieu. Il enlève l'empereur Atahualpa et encourage la révolte des peuples soumis aux Incas. L'empire se morcelle et l'empereur est finalement exécuté par les Espagnols en 1533. Les conquistadors contrôlent le territoire inca au milieu du XVIe siècle, même si des résistances ont encore lieu. La formation de l'Empire colonial espagnol s'accompagne de pillages, de maladies nouvelles qui font des ravages, de la famine, de l'asservissement des Amérindiens dans les encomiendas et de l'évangélisation de la population.
Le 16 avril 1550, Charles Quint ordonne d'interrompre les conquêtes du Nouveau Monde pour des raisons morales. Le débat qui s'ensuit, confié aux théologiens, sera l'objet des fameuses joutes de Bartolomé de las Casas et Sepulveda lors de la controverse de Valladolid. À son issue, l'Église catholique romaine réaffirme l'opposition à l'esclavage des Indiens qu'elle avait déjà exprimée par les bulles Veritas ipsa (2 juin 1537) et Sublimis Deus (le 9 juin 1537) dans lesquelles Rome condamnant l'esclavage des Indiens avait affirmé leur droit, en tant qu'êtres humains, à la liberté et à la propriété mais l'Église ne condamna pas, dans le même temps, l’esclavage des Africains.
En 1556, la terminologie change, « Conquista » est officiellement remplacé par « descubrimiento » (« découverte »), et « conquistador » par « poblador » (« colon »).
Les Amérindiens étaient utilisés pour exploiter les ressources en Amérique du Sud (sucre, rhum, café, etc.). Les Espagnols récoltaient ces ressources, qu'ils exportaient en Europe. Les Espagnols partaient d'Europe avec des marchandises (armes, tissus, métaux en lingots, etc.), qu'ils échangeaient en Afrique contre des esclaves qu'ils transportaient en Amérique pour exploiter les ressources. Ce système se nomme le « commerce triangulaire ».

#### Le choc infectieux
La démographie historique estime qu'une majorité d'Amérindiens sont morts à la suite des maladies infectieuses introduites par les Espagnols, contre lesquelles les Amérindiens n'étaient pas immunisés. Le processus a commencé dès les années 1500 et les épidémies de variole (1525, 1558, 1589), de typhus (1546), de grippe (1558), de diphtérie (1614), de rougeole (1618) ou encore de peste bubonique (1617-1619, en Nouvelle-Angleterre) ont décimé des millions d'indigènes.
Exemples parmi d'autres des ravages causés par ces pandémies :
- les Timicuas, en Floride, qui en 1650 étaient 13 000 répartis sur 40 villages, ne furent après une épidémie de petite vérole que 35 en 1728, regroupés dans un seul hameau ;
- les Wampanoag qui occupaient le territoire de l'actuel Massachusetts furent emportés jusqu'au dernier en 1617, trois ans avant l'arrivée des premiers colons débarqués du Mayflower qui fonderont Plymouth.

#### Bilan démographique
Le bilan des épidémies est difficile à donner avec exactitude. Les sources sont insuffisantes et les historiens ne sont pas d'accord sur les estimations. À la fin du XXe siècle, notamment à la suite de recherches publiées en 1966, les historiens ont favorisé les estimations hautes, qui calculent un taux de mortalité, selon les régions, compris entre 50 % et plus de 95 % de la population amérindienne,.
Si l'on prend les données d'Anne Garrait-Bourrier et Monique Venuat (voir la bibliographie), le continent américain entier (de l'Alaska au cap Horn) abritait environ 50 millions d'habitants en 1492 ; pour comparaison, il y avait 20 millions de Français au XVIIe siècle. Environ 500 000 Amérindiens peuplaient la côte est des actuels États-Unis ; ils ne sont plus que 100 000 au début du XVIIIe siècle. La population autochtone d'Amérique latine est passée, selon les estimations, de 30 à 80 millions d'habitants lors de l'arrivée de Christophe Colomb à 4,5 millions un siècle et demi plus tard, pour remonter à 44 millions à l'aube du XXIe siècle. Dans l'Empire espagnol, la mortalité des Amérindiens provoquait de tels ravages que les Espagnols allèrent chercher des esclaves en Floride pour pallier le manque de main d'œuvre en Amérique du Sud. D'après David Stannard, la population amérindienne totale a décliné de près de 100 millions des années 1490 aux années 1890. Pour Hispaniola, partagée aujourd'hui entre la République dominicaine et Haïti, on estime la population indienne dépassant le demi-million avant la conquête. En 1514, elle avoisine les 60 000 personnes. Pour le Mexique, on passe en un siècle de 20 millions d'indiens à 2 millions.

#### Époque coloniale
Pour des articles plus généraux, voir Découverte et exploration de l'Amérique, Colonisation européenne des Amériques et Colonisation espagnole de l'Amérique.

### XXesiècle: le réveil identitaire

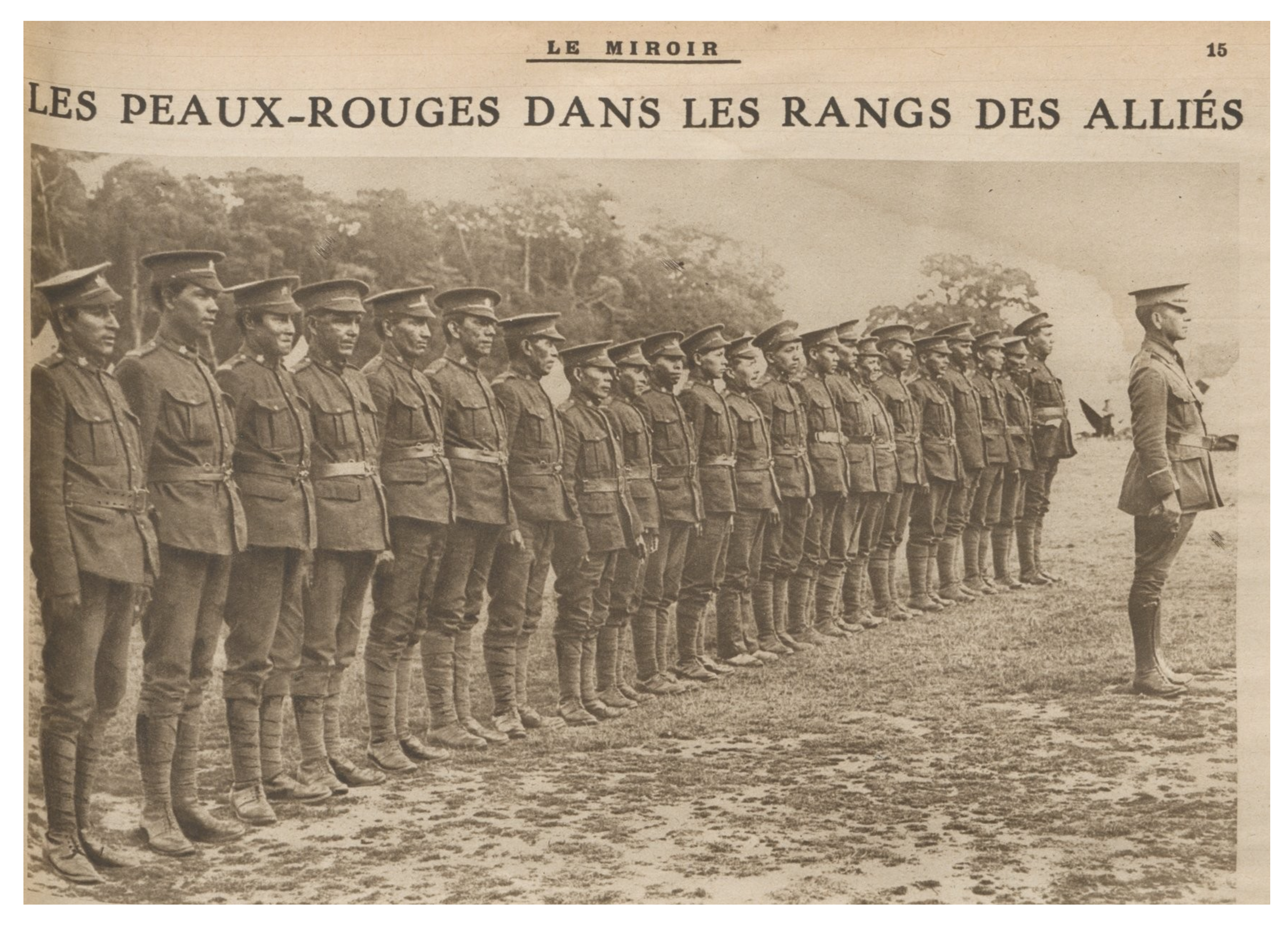
Amérindiens dans la Première Guerre mondiale. Photographie L'Argonnaute (La Contemporaine) parue dans Le Miroir, 26 août 1917.

Au début du XXe siècle, les Amérindiens sont presque toujours des prolétaires ; leur statut social leur est assigné par leur appartenance ethnoculturelle et les voies de la mobilité sociale leur sont fermées. Les communautés amérindiennes ont été dépossédées de leurs terres, notamment sous les régimes inspirés par le positivisme de Porfirio Diaz au Mexique, Rafael Reyes Prieto en Colombie et Manuel Estrada Cabrera au Guatemala. Ils sont employés le plus souvent comme ouvriers agricoles dans les plantations ou comme mineurs. Leurs salaires sont très bas et, étant généralement analphabètes, le droit de vote leur est refusé.
Des soulèvements collectifs d'indigènes ont lieu en Amérique latine entre 1915 et 1917, dont les plus importants au Mexique pendant la période révolutionnaire. La révolution mexicaine exerce ainsi une influence considérable sur la question indigène. Dans une certaine mesure, elle a tenté de réaliser un renversement de valeurs, en réaction à la suprématie raciale imposée par le régime de Porfirio Díaz. Les élites mexicaines ne sont pas seules à éprouver une violente répulsion pour ce changement : l'ambassadeur américain appelle au retour à la suprématie blanche grâce à l'aide des États-Unis aux « réels gouvernants du Mexique ».
Outre le Mexique, c'est aussi au Pérou que l'indigénisme apparaît, notamment en raison du débat culturel à la recherche de l'identité latino-américaine par rapport à l'Europe, et à la diffusion d'idées socialisantes parmi les intellectuels qui les conduit à poser la question du statut des Amérindiens. Les écrits de Manuel González Prada, considéré comme l'un des pères de l'indigénisme moderne, exercent une importante influence sur le mouvement de la réforme universitaire et sur l'APRA (parti politique nationaliste latino-américain et indigéniste). Pour José Carlos Mariátegui, penseur indigéniste et fondateur du Parti communiste péruvien, socialisme et indigénisme sont indissociables au Pérou : « les masses — la classe des travailleurs — sont pour quatre cinquièmes indigènes. Notre socialisme ne sera pas péruvien, ni même socialiste, s'il ne se solidarise pas avec les revendications indigènes ».

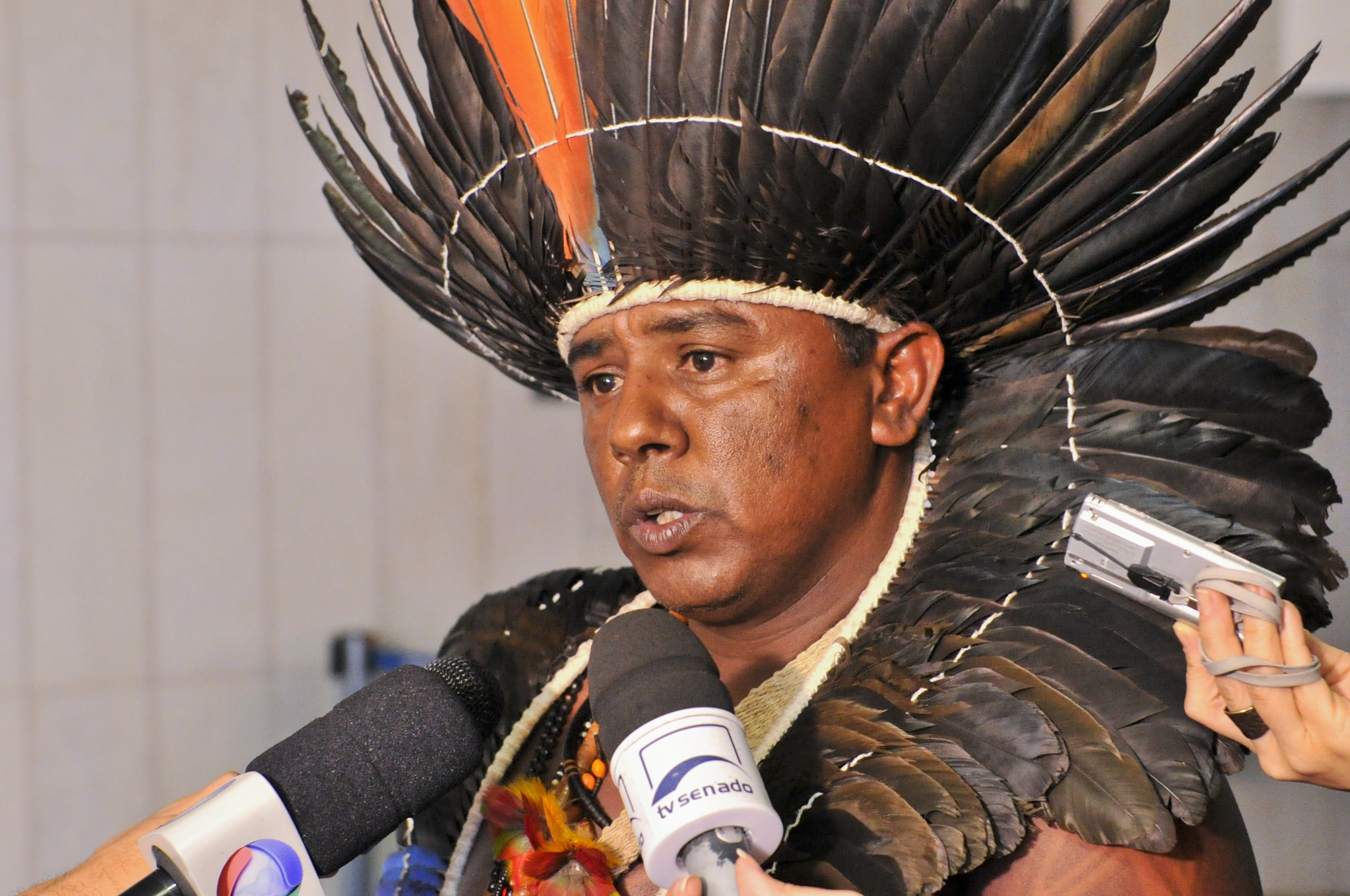
Le leader indigène Neguinho Truká donne une interview.

Depuis 1968, il y a un réveil politique et culturel des Amérindiens et des métis :
- des manifestations d'Amérindiens ont lieu lors de la Thanksgiving, en souvenir des Amérindiens qui ont été progressivement oubliés dans cette fête d'action de grâce ;
- reconnaissance par l'ONU ;
- participation à de nombreux mouvements internationaux : ATTAC… ;
- au Mexique, des actions armées en 1994 ont également été menées au Chiapas par l'Armée zapatiste de libération nationale (EZLN) au nom de la lutte pro-indigène ou pour la reconnaissance des droits fondamentaux des cultures indigènes chiapanèques ;
- en Équateur, l'engagement politique des indigènes, représentés principalement par la Conaie (Confédération des nationalités indigènes d'Équateur), aboutit notamment au renversement du gouvernement corrompu d’Abdalá Bucaram en 1997, puis de celui de Jamil Mahuad en 2002, et à la victoire électorale de Lucio Gutierrez en 2002, bien que celui-ci se retourne ensuite contre ses anciens alliés indigènes. En 2006, un nouveau soulèvement se produit contre la décision du gouvernement d’Alfredo Palacio de signer un traité de libre-échange avec les États-Unis[49] ;
- en Bolivie, Evo Morales, d'origine indigène, est élu à la présidence de la république depuis 2006 à 2019 ;
- en 1990, une loi fédérale américaine, The Native American Graves Protection and Repatriation Act (NAGPRA), exige que les biens culturels amérindiens découverts soient rendus aux peuples natifs. Cette loi autorise néanmoins les équipes d'archéologues à analyser les découvertes mais dans un délai très court. Par biens culturels, la loi désigne les restes humains, les objets funéraires et sacrés, et tout objet et artefact du patrimoine amérindien. Cette loi fédérale avait été rendue nécessaire pour mettre un terme aux pillages de sites historiques mais les archéologues et chercheurs américains lui reprochent de restreindre gravement la recherche archéologique sur les origines des premiers habitants des États-Unis. Le cas de l'homme de Kennewick est symptomatique, les tribus amérindiennes demandant le retour sur leurs terres respectives de ce squelette dont une étude avait révélé une origine caucasienne ou europoïde, avant qu'une étude génétique montre la parenté avec les Amérindiens actuels. Ces restes humains sont finalement restitués en 2016, soit vingt ans après leur découverte[50] ;
- le 19 décembre 2007, les Indiens sioux rompent les traités signés avec les États-Unis, par la voix de leur dirigeant Russell Means qui accuse les États-Unis d'avoir « violé maintes fois (le traité) afin de voler notre culture, notre terre et nos coutumes ». Il poursuit : « Nous ne sommes plus citoyens des États-Unis d'Amérique et tous ceux qui vivent dans les régions des cinq États que comprend notre territoire sont libres de nous rejoindre. » lors d'une conférence de presse à Washington. Il a précisé que des passeports et des permis de conduire seraient délivrés à tous les habitants du territoire s'ils renonçaient à leur nationalité américaine ;
- au Vénézuéla, le Parc national indigène populaire Caura est créé en 2017 dans l'État de Bolívar. Espace vierge de 7,5 millions d’hectares (20 % de l’État du Bolivar), sept peuples indigènes y vivent – Yekwana, Sanema Hoti, Pemón, Hivi (Guajibo), Eñepa et Kariñas. Le parc est considéré par le Programme des Nations unies pour l'environnement (PNUE) comme la zone forestière humide protégée la plus grande du monde[51].

## Culture
La culture des peuples autochtones d'Amérique varie énormément. La langue, les vêtements et les coutumes varient considérablement d'une culture à l'autre. Cela est dû à la distribution étendue des Américains et aux adaptations aux différentes régions d'Amérique.

### Langues amérindiennes
Les langues amérindiennes sont les langues indigènes d'Amérique, parlées par les différents peuples amérindiens depuis l'Alaska et le Groenland jusqu'à la Terre de Feu. Les linguistes qui en sont spécialistes sont appelés américanistes.
Les langues amérindiennes ne forment pas une famille de langues unique, mais comprennent de nombreuses familles de tailles très variables, ainsi que des langues isolées. Diverses hypothèses rassemblant ces divers groupes en un plus petit nombre de superfamilles ont été formulées, avec un niveau d'acceptation très variable parmi les américanistes. Plusieurs langues amérindiennes sont aujourd'hui menacées d'extinction. Pourtant, on peut remarquer des évolutions en faveur de la pratique de ces langues se sont protégées dans les législations des pays latino-américains. Ces réformes sont révélatrices de l’attention portée par ces états à la préservation des langues parlées par une part significative de leurs locuteurs.

### Musique amérindienne
La musique amérindienne comprend la musique précolombienne, mais aussi celle que les Amérindiens ont continué de pratiquer après et malgré les premiers contacts, ou en marge de ceux-ci. Elle se caractérise par une grande variété d'aérophones, de membranophones et d'idiophones, et de lorophone avec de très rares cordophones. On ne connaît aucun traité ou système musical amérindien ; la musique est aussi variée que le nombre de peuples l'est et a justement une fonction sociale, identitaire voire culturelle essentielle. Elle est souvent associée à des interdits ou des tabous, étant réservée parfois aux hommes, aux célibataires, etc. Si elle est en général très simple et monophonique, il existe néanmoins des exemples de musique polyphonique ou orchestrale. L'instrumentarium est très riche du fait des variations linguistiques, culturelles et naturelles (grande variété de végétaux utilisés), mais les cordes sont très rares du fait de l'absence de métal.

## Sport
Le softball, variante « allégée » du baseball est l'un des loisirs typiquement nord-américains pratiqués par les Amérindiens. Parmi les rares sportifs d'origine amérindienne, la joueuse WNBA de basket-ball Shoni Schimmel a été très populaire aux États-Unis au milieu des années 2010.

## Bibliothéconomie autochtone
La bibliothéconomie autochtone est répandue en Amérique du Nord, aux États-Unis et Canada, elle reconnaît la contribution des approches autochtones à la bibliothéconomie.

## Iconographie

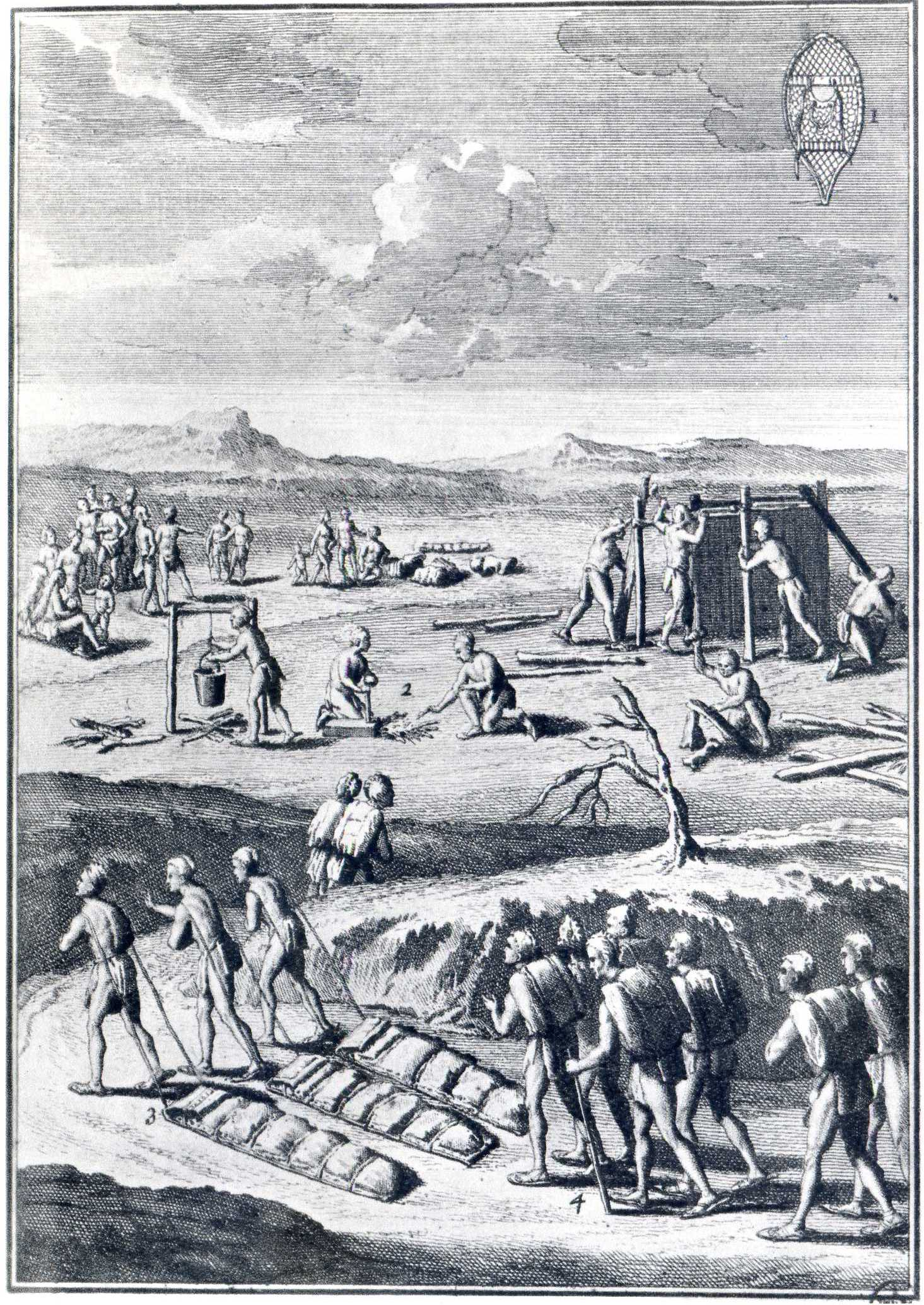
Vie quotidienne des Amérindiens en Nouvelle-France (XVIIIe siècle) par Joseph François Lafitau.
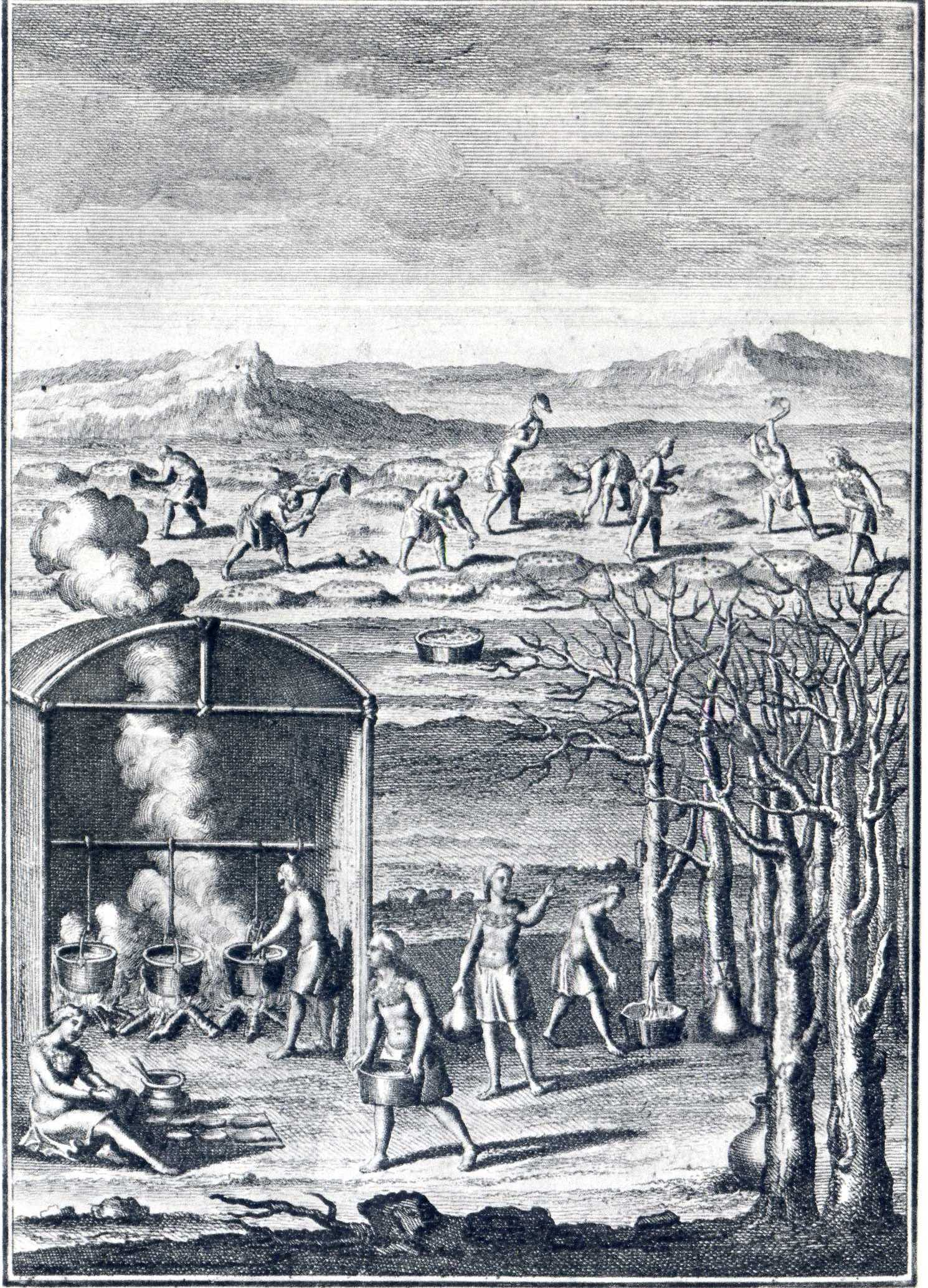
Fabrication du sirop d'érable par les Amérindiens en Nouvelle-France (XVIIIe siècle) par Joseph-François Lafitau.